# Eleccions al Consell General d'Andorra
Les eleccions al Consell General d'Andorra són la fórmula de participació democràtica dels ciutadans d'Andorra per elegir als seus representants al Consell General, òrgan de representació popular que, amb 28 consellers, és el poder legislatiu del Principat d'Andorra.

## Sistema electoral
Les eleccions generals andorranes es regeixen per un principi de vot paral·lel. Cada elector ha d'emetre dos vots en dues urnes diferenciades: Un vot és a una llista tancada d'àmbit nacional amb catorze candidats, i es diposita en una urna blava. L'altre vot és a una llista tancada d'àmbit local (la seva parròquia) amb dos candidats, i es diposita en una urna blanca. Una mateixa persona no pot aparèixer com a candidata a una llista nacional i una de parroquial, ni tampoc en dues parròquies diferents.
S'elegeixen vint-i-vuit consellers generals amb el sistema següent:
- Catorze consellers representen les set parròquies d'Andorra. A cadascuna d'aquestes, els dos candidats de la llista local més votada són els elegits, seguint el sistema de representació majoritària.[3]
- Catorze consellers es reparteixen de forma proporcional a partir dels vots que reben les llistes nacionals. Les llistes que superen la barrera electoral de la catorzena part dels vots vàlids (un 7,14%) reben un nombre d'escons assignat segons la regla del major residu.[4]

Un cop s'ha escollit la composició del parlament andorrà, el Consell General ha de triar el cap de Govern amb majoria. El cap de Govern ha de ser l'un dels caps de llista de cadascun dels partits polítics que s'han presentat en la circumscripció nacional. En aquest sentit, el parlament vota lliurement. Tot i així, la dinàmica dels partits fa que el cap de Govern escollit sigui normalment aquell que ha obtingut majoria al parlament, acumulant els vots en la circumscripció nacional i en la parroquial. Un cop escollit el cap de Govern, aquest és el que decideix qui ha de ser ministre. Els ministres són aquells que normalment s'havien presentat a les eleccions com a equip de treball del partit.